# Agrostis retroflexa
Agrostis retroflexa é uma espécie de gramínea do gênero Agrostis, pertencente à família Poaceae.